# Ломбардо, Дэйв
Дэйв Ломбардо (англ. Dave Lombardo; 16 февраля 1965, Гавана, Куба) — американский рок-музыкант кубинского происхождения, барабанщик. Наиболее известен как барабанщик трэш-метал-группы Slayer, в составе которой он записал семь студийных альбомов.
Карьера музыканта длится уже более 35 лет; на её протяжении Дэйв участвовал в записи 30 альбомов разных жанров с различными группами, такими как Slayer, Grip Inc., Fantômas и Testament. В июне 2013 года стало известно, что Дейв также принял участие в записи готовящегося альбома Sepultura.
На Дэйва Ломбардо оказало сильное влияние творчество Led Zeppelin и Kiss.
Ломбардо известен как влиятельный барабанщик с агрессивным стилем игры; применение, которое он нашёл барабанам, часто называют инновационным.
Ломбардо был назван «крёстным отцом двойной бас-бочки» журналом Drummer World.
Многие современные барабанщики, играющие метал, называют Дэйва наиболее повлиявшим на них музыкантом.
Британский журнал Classic Rock поставил Ломбардо на 6-е место в списке лучших рок-барабанщиков всех времен. В списке «100 величайших барабанщиков всех времён» американского журнала Rolling Stone он занял 47 место.
На данный момент[когда?] является барабанщиком Suicidal Tendenciens, Mr. Bungle и The Misfits.
Основатель хардкор-панк супергруппы Dead Cross.
1 марта 2022 года группа Testament объявила о том, что Дейв Ломбардо заменит ушедшего из группы Джина Хоглана.

## Интересные факты
- Сын Дэйва Ломбардо, Джереми, ученик средней школы, также пошёл в метал-музыку. Металкор-группа из Калифорнии, в которой он играет на клавишных, называется Rain Falls Grey[8].
- Ломбардо левша, но играет на барабанах как правша. Дэйв:

«Я начинал играть с постановкой рук левши, но мой преподаватель ударных сказал: „Нет, не пойдет, придется тебе переучиваться на правую сторону“. В итоге, такое положение мне только помогло, так как правая рука стала такой же сильной, как и левая. У „праворукой“ и „леворукой“ установки есть свои „плюсы“ и „минусы“. Моя рука, бьющая по рабочему барабану, сильнее. Но есть и свой „облом“. Латинские ритмы с „ride“ я играю грязновато. В принципе, я могу бить в „ride“ и левой рукой, и с помощью тренировок отточить скорость и точность».

- Летом 2004 года на фестивале Download Ломбардо вместе с Джои Джордисоном из Slipknot подменяли на концерте Metallica заболевшего Ларса Ульриха[9]. Ломбардо отыграл две песни.

## Дискография
| Дата выхода | Название                                                             | Лейбл                              | Примечание                                                                                           |
| 1994        | Voodoocult (с Филипом Боа (англ. Philip Boa)): Jesus Killing Machine |                                    | |
| 8 июня 1999 | Testament: The Gathering                                             | Burnt Offerings / Spitfire Records | |
| 1999        | Lorenzo Arruga, Dave Lombardo & Friends: Vivaldi: the meeting        |                                    | |
| 2003        | Apocalyptica: Reflections                                            | Universal Music Group              | ударные на песнях «Prologue», «No Education», «Somewhere Around Nothing», «Resurrection» и «Cortège» |
| 2005        | Apocalyptica: Apocalyptica                                           | Universal Music Group              | ударные на «Betrayal»                                                                                |
| 2005        | DJ Spooky vs. Dave Lombardo: Drums of Death                          | Thirsty Ear                        | хип-хоп-проект                                                                                       |
| 2007        | Apocalyptica: Worlds Collide                                         | Universal Music Group              | ударные на «Last Hope»                                                                               |
| 2010        | Apocalyptica: 7th Symphony                                           | Sony Music                         | ударные на «2010»                                                                                    |

### Вместе сFantômas
| Дата выхода                                                          | Название                                          | Лейбл             |
| 26 апреля 1999                                                       | Fantômas (aka 'Amenaza Al Mundo')                 | Ipecac Recordings |
| 9 июля 2001                                                          | The Director's Cut                                | Ipecac Recordings |
| 1 апреля 2002                                                        | Millennium Monsterwork 2000, вместе с The Melvins | Ipecac Recordings |
| 27 января, 2004                                                      | Delìrium Còrdia                                   | Ipecac Recordings |
| 5 апреля 2005 (специальное издание, ограниченный тираж) 14 июня 2005 | Suspended Animation                               | Ipecac Recordings |

Вместе с Philm
| Дата выхода      | Название                  | Лейбл             |
| 15 мая 2012      | Harmonic                  | UDR               |
| 16 сентября 2014 | Fire From The Evening Sun | Ipecac Recordings |

### Вместе сGrip Inc.
| Дата выхода     | Название                | Лейбл |
| 7 марта 1995    | Power of Inner Strength | SPV   |
| 25 февраля 1997 | Nemesis                 | SPV   |
| 23 февраля 1999 | Solidify                | SPV   |
| 16 марта 2004   | Incorporated            | SPV   |

### Вместе сДжоном Зорном
| Дата выхода | Название      | Лейбл          |
| 1999        | Taboo & Exile | Tzadik Records |
| 2000        | Xu Feng       | Tzadik Records |

### Вместе соSlayer
| Дата выхода      | Название                                         | Лейбл                | Наивысшая позиция в чарте «US Billboard» | Продажи в США |
| декабрь 1983     | Show No Mercy                                    | Metal Blade Records  |                                          |               |
| 1984             | Haunting the Chapel (EP)                         | Metal Blade Records  |                                          |               |
| 1984             | Live Undead (концертный альбом)                  | Metal Blade Records  |                                          |               |
| август 1985      | Hell Awaits                                      | Metal Blade Records  |                                          |               |
| 7 октября 1986   | Reign in Blood                                   | Def Jam Records      | 94                                       |               |
| 5 июля, 1988     | South of Heaven                                  | Def Jam Records      | 57                                       |               |
| October 9, 1990  | Seasons in the Abyss                             | Def American Records | 40                                       |               |
| 22 октября, 1991 | Decade of Aggression (двойной концертный альбом) | Def American Records | 55                                       |               |
| 25 ноября 2003   | Soundtrack to the Apocalypse (бокс-сет)          | American Recordings  |                                          |               |
| 26 октября 2004  | Still Reigning (концертный DVD)                  | American Recordings  |                                          |               |
| 6 июня 2006      | Eternal Pyre (EP)                                | American Recordings  |                                          |               |
| 8 августа 2006   | Christ Illusion                                  | American Recordings  | 5                                        |               |
| 3 ноября 2009    | World Painted Blood                              | American Recordings  | 12                                       |               |

### Вместе сSuicidal Tendencies
| Дата выхода      | Название                              | Лейбл            |
| ---------------- | ------------------------------------- | ---------------- |
| 30 сентября 2016 | World Gone Mad                        | Suicidal Records |
| 9 марта 2018     | Get Your Fight On! (EP)               | Suicidal Records |
| 7 сентября 2018  | Still Cyco Punk After All These Years | Suicidal Records |

Вместе с Dead Cross
| Дата выхода | Название   | Лейбл          |
| ----------- | ---------- | -------------- |
| 2017        | Dead Cross | Ipecac Records |

## Музыкальные инструменты
- TAMA Starclassic Bubinga - Custom Red Burst[10]
- 24"x18" Bass Drum
- 14"x5.5" Hammered Bronze Snare Drum
- 10"x8" Tom Tom
- 12"x9" Tom Tom
- 13"x10" Tom Tom
- 14"x11" Tom Tom
- 18"x16" Floor Tom
- Iron Cobra Power Glide Bass Drum Pedals
- Iron Cobra Lever Glide Hi-Hat Stand
- Roadpro Tom & Cymbal Stands
- 1st Chair Wide Rider Drum Throne
- Evans Heads
- Pro-Mark Sticks (signature)
- Paiste Cymbals[11]
- 13" Signature Mega Cup Chime
- 18" 2002 Novo China
- 15" 2002 Sound Edge Hi-Hat
- 16" RUDE Crash/Ride
- 18" RUDE Crash/Ride
- 19" RUDE Crash/Ride
- 22" RUDE Power Ride "Reign"
- 20" 2002 Novo China